# Gardes suisses (France)
Pour les articles homonymes, voir Gardes suisses et Suisse (homonymie).
Les Gardes suisses, également appelés régiment des Gardes suisses, sont un régiment                d’infanterie suisse qui a servi les rois de France de 1616 à 1792 et de 1815 à 1830.
L’utilisation d'unités de Suisses pour assurer la garde des souverains se retrouve dans de nombreuses cours européennes à partir du XVe siècle. En France, on distingue trois catégories d'unités militaires suisses utilisées par le pouvoir royal. Il y a d'abord les unités de la Garde royale (Gardes suisses et Cent-Suisses). Il y a ensuite des unités suisses au sein des autres Gardes : Garde des reines-régentes, des princes du sang (comme la compagnie des Suisses de Monsieur le comte d’Artois), des grands officiers. Il y a enfin les régiments de ligne suisses qui, même commandés par des officiers venant des Gardes suisses, ne sont pas des unités de gardes.

## Les premiers gardes suisses (1481-1616)
Les soldats suisses s'étant illustrés lors des batailles de Grandson et de Morat en 1476, Louis XI enrôle des Suisses, à partir de 1481, comme instructeurs pour l'armée française ainsi que comme gardes chargés de sa protection personnelle. "En 1497, le roi Charles VIII créait la compagnie des Cent Suisses de la garde, première unité suisse permanente au service d'un souverain étranger".

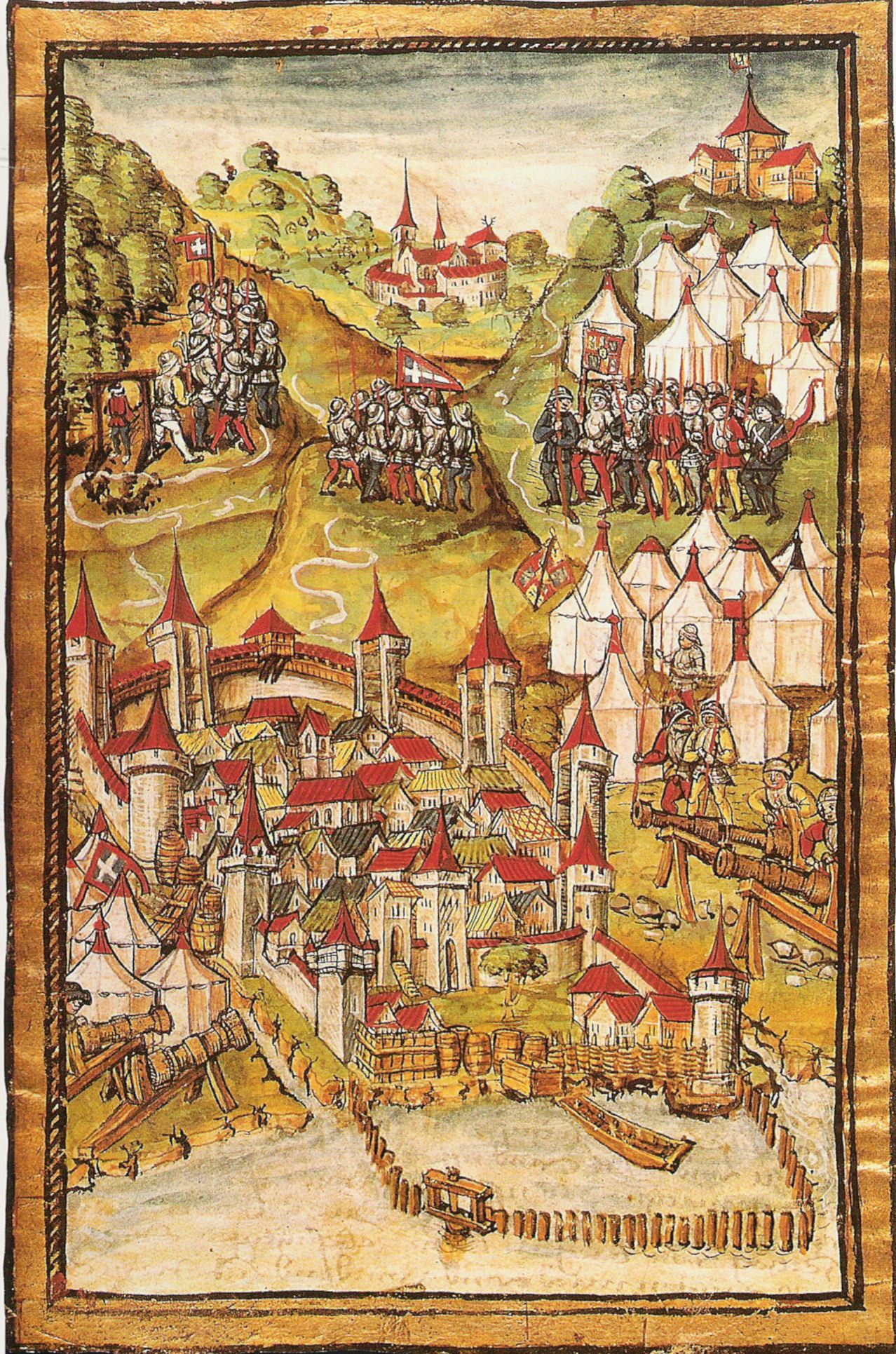
Morat (1476).

Un mois après avoir combattu François Ier à la bataille de Marignan, les Suisses mettent leurs mercenaires au service du roi par le traité de Genève du 7 novembre 1515. Le 29 novembre suivant à Fribourg, la France signe avec les Confédérés un traité de paix perpétuelle qui sera respecté jusqu'à la chute de la monarchie française en 1792 et l'invasion de la Suisse par les troupes révolutionnaires. Ces traités sont complétés par le traité d'alliance de 1521 entre la France et les Cantons.
Les mercenaires suisses ont la qualité de gens de guerre. Les Suisses s'engagent à fournir entre six et seize mille soldats au roi et la Suisse reçoit la protection d’un pays voisin puissant et belliqueux. Ils sont des alliés et des auxiliaires permanents, mais les Cantons restent les vrais souverains de ces troupes et se réservent le droit de les rappeler. Ces corps armés ont une indépendance complète, avec leurs propres règlements, leurs juges et leurs étendards. Les ordres sont donnés dans leur langue, en allemand [ou en suisse-allemand et français?], par des officiers suisses et les soldats restent liés aux lois de leurs cantons : bref, le régiment est leur patrie, et toutes ces dispositions seront confirmées par tous les accords postérieurs. La majorité des effectifs provient de la ville de Fribourg qui a signé un contrat d'exclusivité avec François Ier.

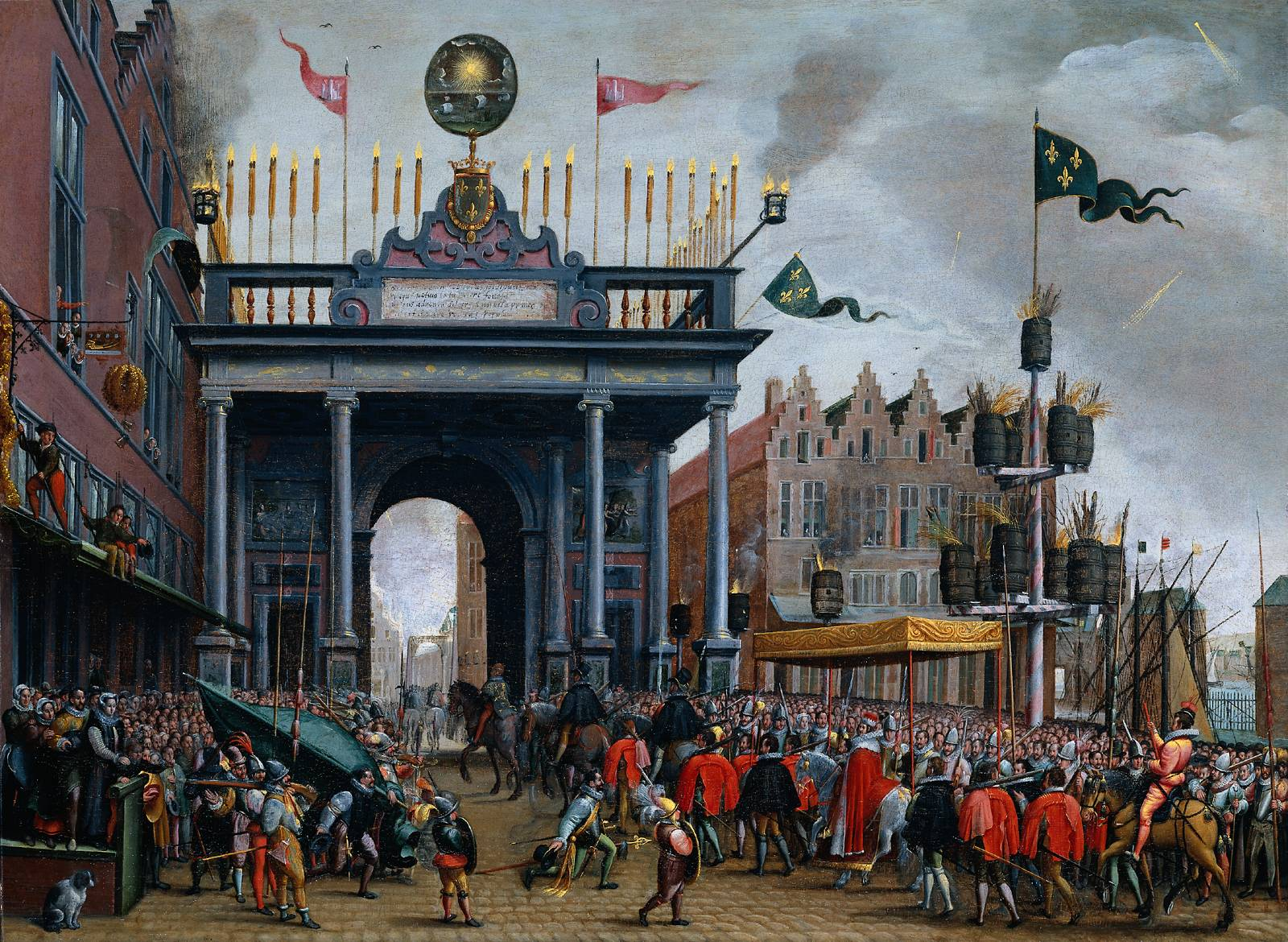
Le duc d'Alençon prend le titre de protecteur de la liberté des Pays-Bas et entre à Anvers avec la garde de sa personne.

En avril 1544, Guillaume Froelich, commandant des Cent-Suisses, gagne la bataille de Cérisoles.
En 1567, les Suisses protègent le roi Charles IX d’une tentative d’enlèvement de la part de Condé. Ils forment le carré face aux deux mille cavaliers protestants qui tentent d’enlever le roi à la sortie de Lagny, et lui permettent de rejoindre Paris où l’attend le connétable de Montmorency avec une armée de 10 000 hommes. La même année, la reine Catherine de Médicis obtient des cantons la levée de 6 000 hommes qui prennent le nom de Gardes suisses du roi.
En 1571, le futur roi Henri III de France et son frère, le duc d'Alençon, ont des archers et des hallebardiers suisses à leurs livrées. C'est leur chef, Montesquiou, qui tue le prince de Condé Louis Ier à la bataille de Jarnac. Quand Henri III de France devient roi, il garantit à son frère une petite armée, qui compte 50 Suisses.
En 1589, à l’avènement d’Henri IV, les Suisses acceptent de ne pas être payés pendant deux mois, alors que la moitié de l’armée abandonne le roi.

## La création du régiment des Gardes suisses (1616)

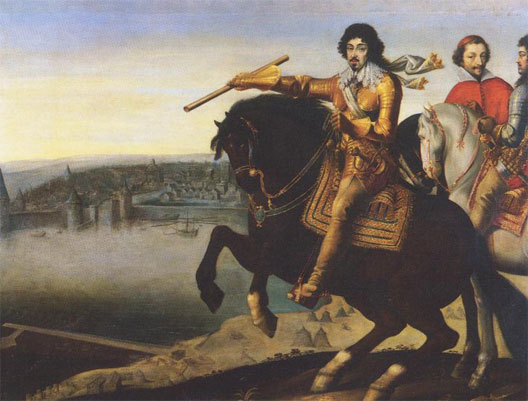
Du temps de Louis XIII, c'est César du Cambout de Coislin (1613-1641), neveu de Richelieu, qui est colonel général du régiment des Suisses et Grisons afin de renforcer le pouvoir.

"En 1616, Louis XIII mit sur pied un régiment permanent de gardes suisses. Alors que les Cent Suisses assuraient la "garde du dedans", les Gardes suisses étaient chargés de celle "du dehors". Les officiers étaient recrutés exclusivement parmi la noblesse et le patriciat et certaines charges étaient héréditaires." Il ne s'agit pas officiellement d'un corps de la maison militaire du roi de France, mais il en assume toutes les fonctions. En outre, ils sont dépositaires des Sceaux du Roi et gardiens des Joyaux de la Couronne de France. Ils forment le deuxième corps permanent étranger au service du roi.
Régiment d'infanterie, il forme une brigade avec les Gardes-Françaises avec lesquels ils partagent la garde extérieure du château mais combattent aussi en première ligne. De 1616 à 1754, les Gardes suisses sont logés chez l'habitant. Le régiment est composé de douze compagnies de deux cents hommes chacune, soit 2400 hommes. Il s'agit en fait d’un corps d'élite des régiments suisses au service du roi de France. Gaspard Gallati de Glaris, est le premier colonel du régiment de 1616 à 1619.
Au cours du XVIIe siècle la Garde suisse maintient une réputation de discipline et de régularité de service en temps de paix comme en temps de guerre.

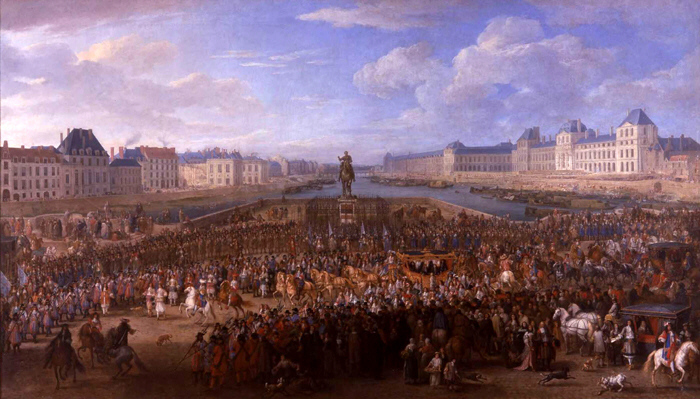
Louis XIV et ses gardes à Paris en 1660.

## L'apogée sous Louis XIV (1643-1715)

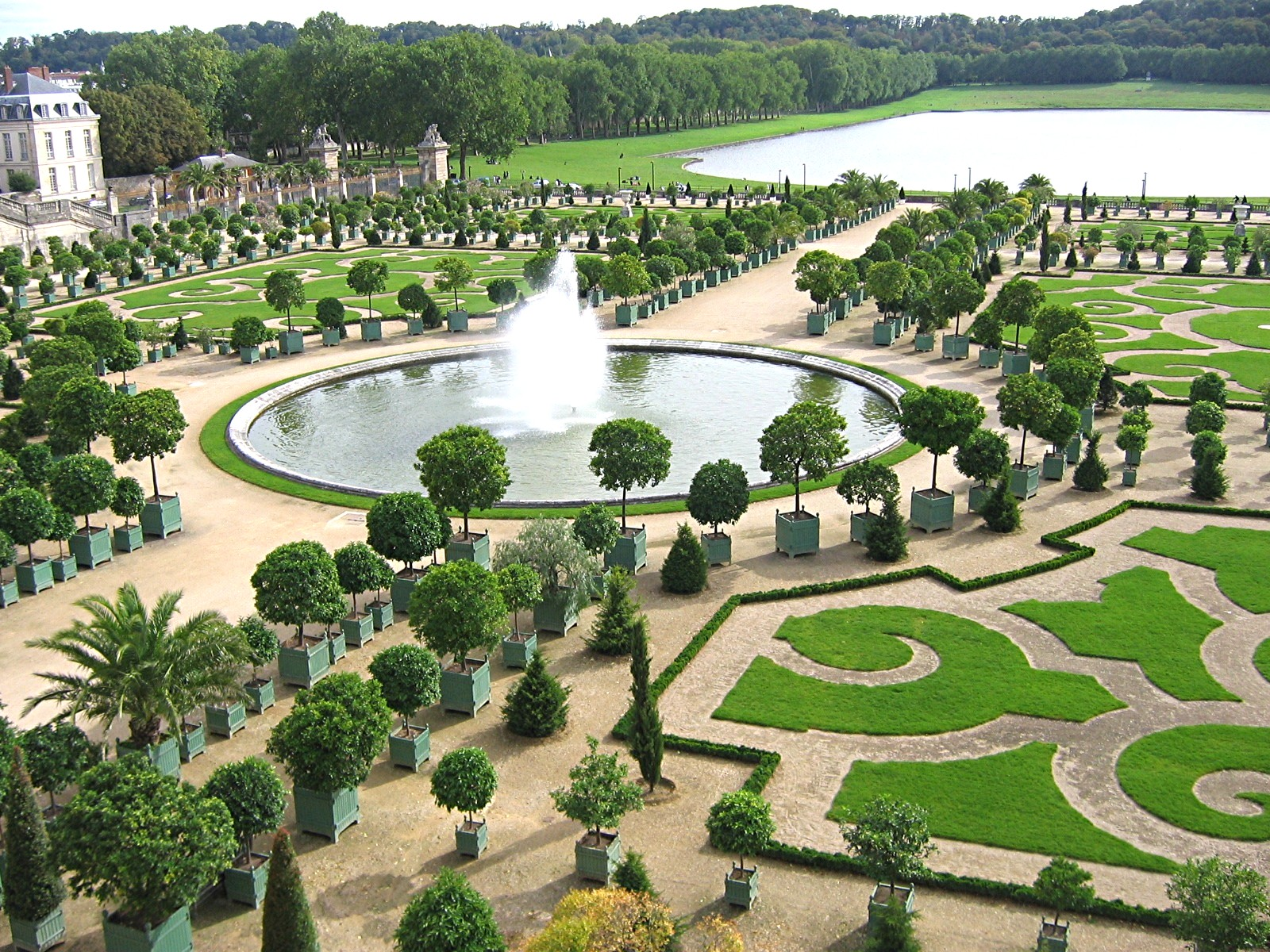
La pièce d'eau des Suisses dans le prolongement de l'orangerie du château de Versailles.

La pièce d'eau des Suisses est un bassin, faisant partie du parc du château de Versailles, agrandie, entre 1679 et 1683, par les Gardes suisses au service du roi Louis XIV.
Louis XIV transforme la maison militaire du roi de France en un corps d'élite. Le nombre de troupes de la maison du roi est augmenté de manière très importante lors du règne du Roi-Soleil, notamment par la création de nouvelles unités.
Entre 1668 et 1671, Pierre Stoppa, colonel des Gardes suisses, et Louvois, secrétaire d’État de la Guerre, se mettent d’accord pour engager à l’insu des cantons suisses des compagnies franches qui coûtent moins cher au roi : six écus par mois, contre sept dans les formations capitulées. La levée de compagnies franches, désavouées par les cantons, par le gouvernement royal, dure de 1660 à 1701.
Les compagnies sont logées jusque vers 1690 dans les faubourgs de Bagneux, Suresnes, Rueil, Nanterre, Colombes et Saint-Denis. À la fin du règne de Louis XIV, un bataillon résidait à Paris, les hommes logeaient: rue Grange-Batelière, rue Montorgueil, rue Saint-Sauveur, rue Montmartre, rue du Bout-du-Monde, rue de la Jussienne, rue Tiquetonne. Le roi impose le logement chez l’habitant aux paroisses où cantonnent des compagnies.

## Sous Louis XV et Louis XVI (1715-1789)

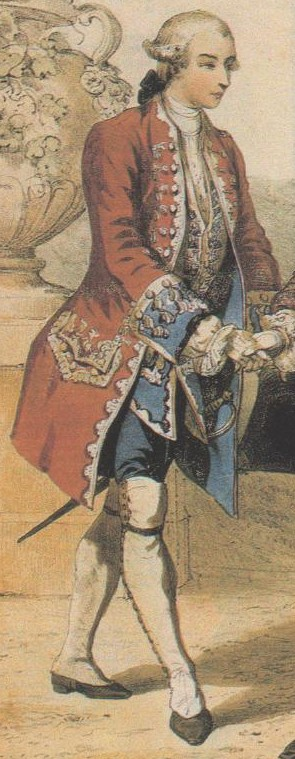
Officier des Gardes suisses, lithographie du XVIIIe siècle.

Comme les onze régiments d'infanterie de ligne suisses au service de la France, les gardes suisses portent un uniforme rouge. La Garde suisse se distingue par des revers bleu foncé et des parements de broderie blanche. Seule la compagnie de grenadiers porte des bonnets d’ours, tandis que les autres portent des tricornes, coiffure de l'infanterie française.
La fin du règne de Louis XIV et le début de celui de Louis XV voient se succéder les critiques contre la maison militaire du roi de France. Le rôle de police joué par certains corps, comme les Gardes-Françaises à Port-Royal en 1709, ou les Mousquetaires du Roi, chargés de l'arrestation des parlementaires, n'y est pas étranger. Le déclin de leur importance militaire, visible à la bataille de Dettingen (1743) ou à la bataille de Fontenoy (1745) en est une autre cause. Le calme politique de la période, exempte de tout soulèvement armé d'importance, ne rend pas nécessaire le maintien d'une garde personnelle pléthorique. Enfin le coût de ces nombreuses unités, dont certains n'ont plus qu'un rôle cérémoniel, est très élevé dans une période où l’endettement du royaume est considérable. L'effectif est donc en baisse et le régiment des Gardes suisses compte alors 1 600 hommes [source?].
Le régiment reste organisé en douze compagnies, dont les différents capitaines sont le plus souvent officiers généraux ou mestres de camp de régiments suisses. Pourtant, dès 1760, les effectifs ont remonté et 12 888 Suisses sont répartis dans onze régiments suisses contre 2 324 dans le régiment des gardes. En 1763, une compagnie de grenadiers est adjointe au régiment. Jusque-là c'est la compagnie des Cent-Suisses qui en tenait lieu à la guerre.
Les gardes, arrivés dès 1646 à Rueil-Malmaison, logeaient chez l'habitant. En 1754, Louis XV ordonne la construction de trois casernes à Rueil-Malmaison, Courbevoie et Saint-Denis. Les Gardes-Françaises, accusées de plus perturber l'ordre public que de le maintenir, sont reprises en main et également encasernées à partir de 1764.
Sous Louis XV, le duc de Choiseul est secrétaire d’État à la Guerre de 1761 à 1770. Bien que colonel général des Suisses et Grisons, il tente de briser les privilèges des Suisses, selon la politique qu’il applique à toutes les troupes réglées. Son objectif est de rapprocher le service suisse du service des troupes françaises ou prussiennes. À partir des années 1770, les Suisses sont même employés pour divers travaux tels que l’assèchement des marais entourant Rochefort.
Sous Louis XVI, le comte de Saint-Germain, son successeur à ce poste de 1775 à 1777, mène aussi de profondes réformes, mais dont les Gardes suisses se trouvent épargnés.

## Coutumes, uniformes et rôle d’apparat
Lors du départ du convoi funèbre du roi ou de la reine vers la basilique de Saint-Denis, les gardes suisses formaient la haie d'honneur, couvraient leurs tambours d’un crêpe noir, et pointaient piques, drapeaux et fusils vers le sol, fusils crosse en l'air.

drapeau d’Ordonnance et uniforme
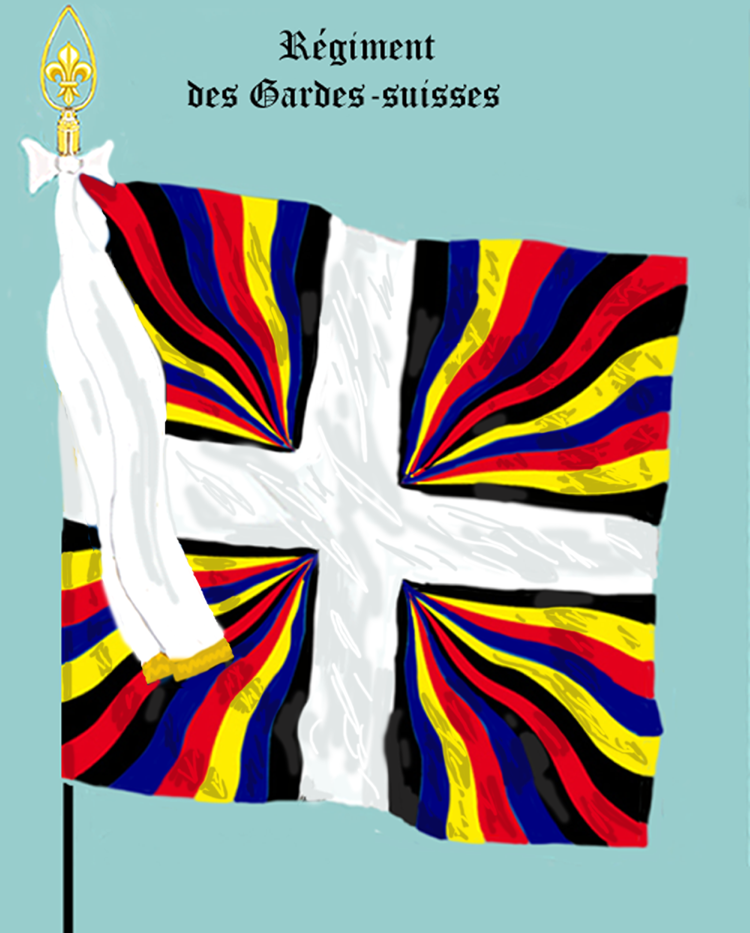
Régiment des Gardes suisses.
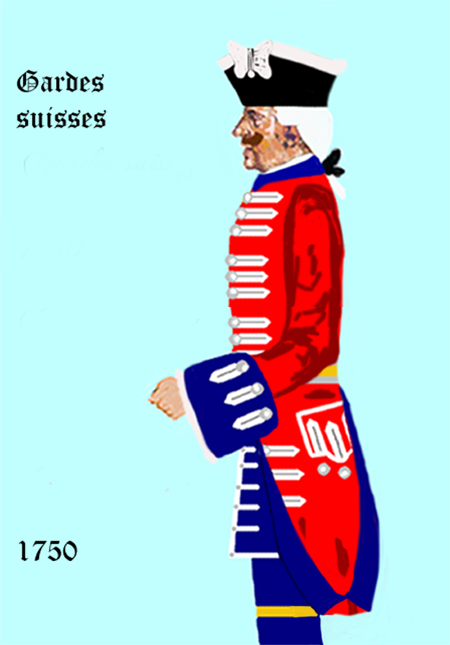
Garde suisse en 1750.

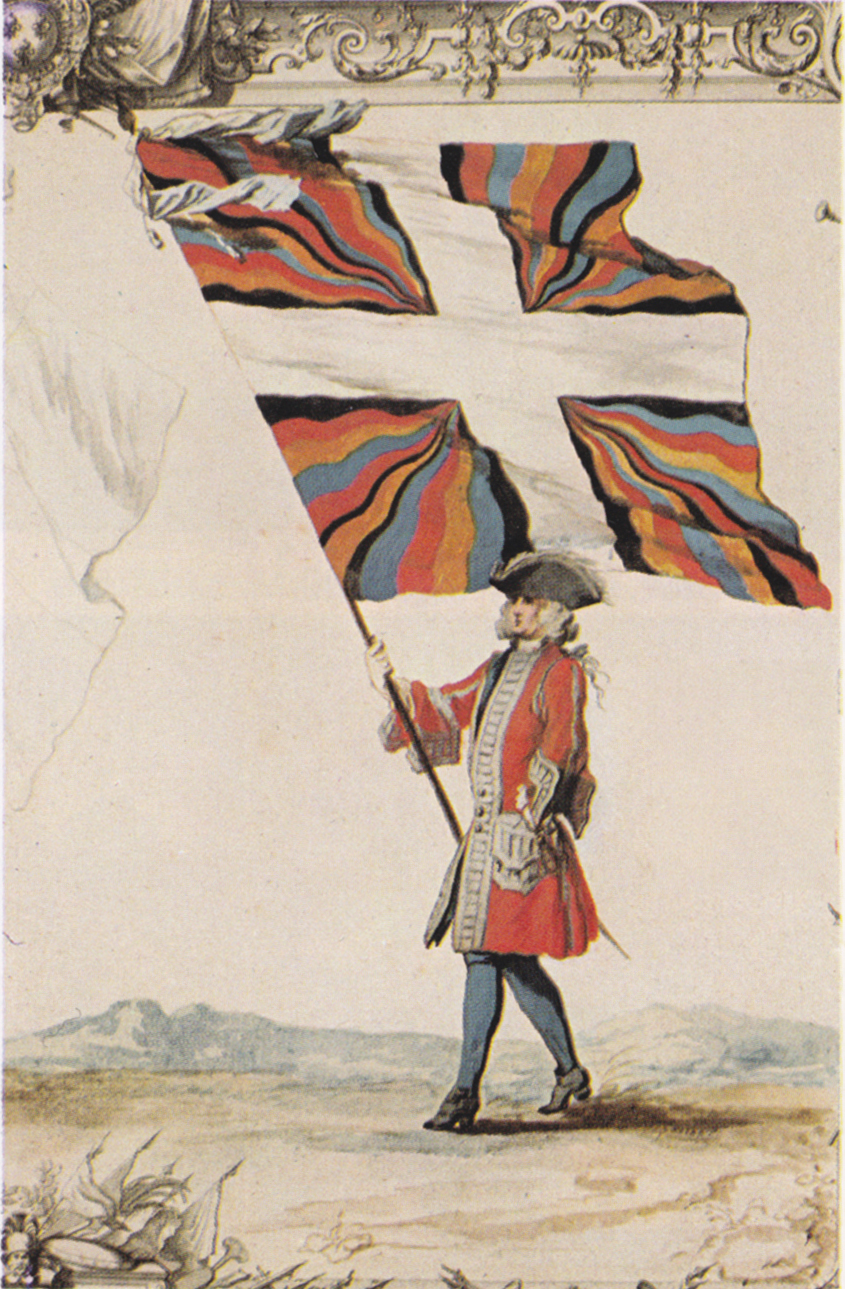
Porte-drapeau, 1721.
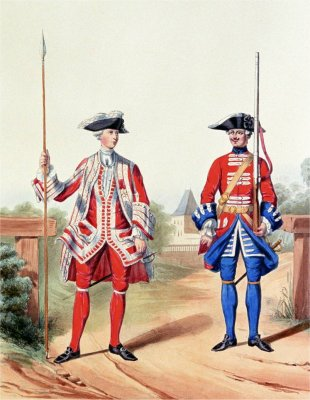
Soldat et officier des Gardes suisses, 1757.

## De la Révolution à la Restauration (1789-1830)

La Prise des Tuileries le 10 août 1792. Les uniformes rouges des Suisses les distinguent des autres combattants.

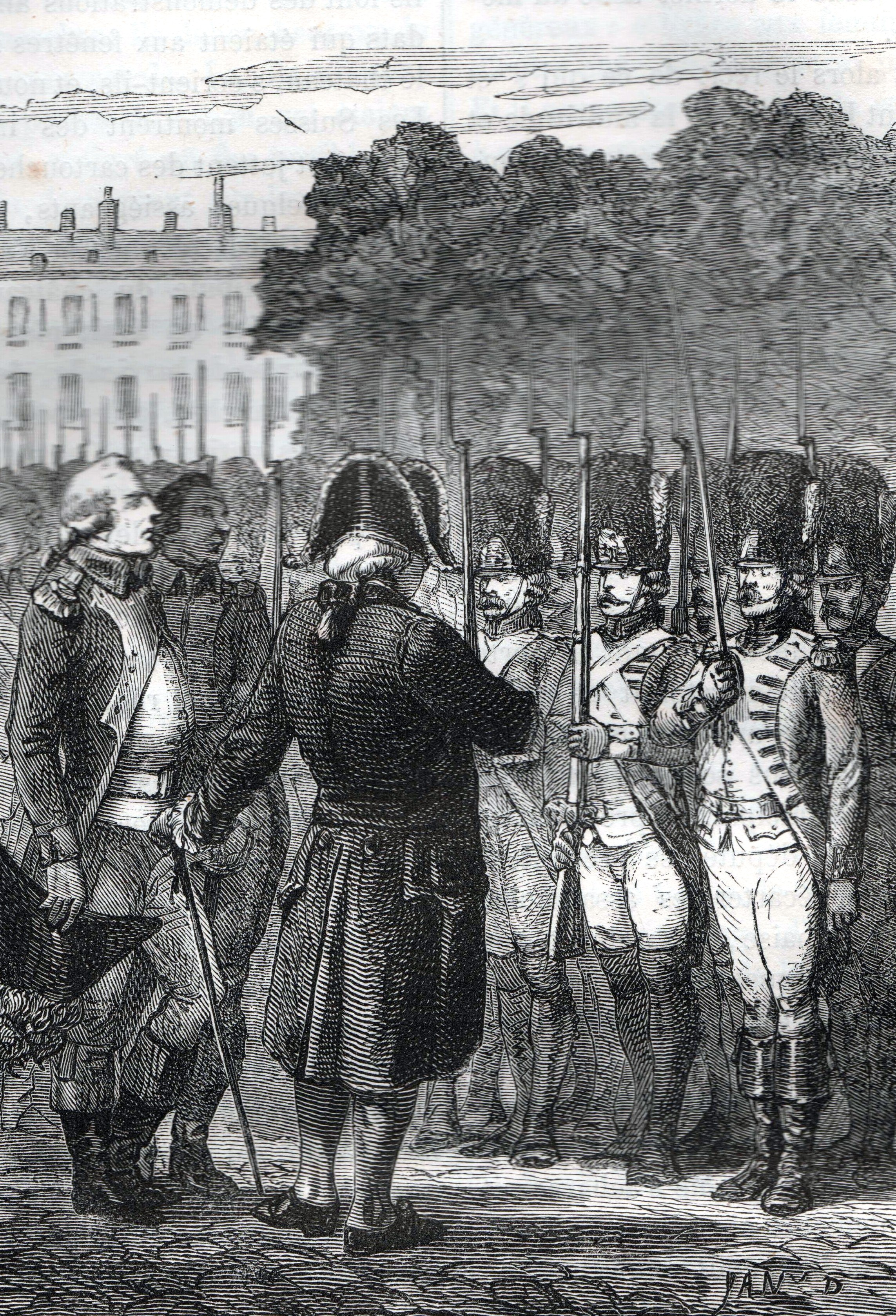
Louis XVI traversant les rangs des troupes défendant le palais des Tuileries avec Augustin-Joseph de Mailly, maréchal de France, avant les combats de la journée du 10 août 1792.

Lors de la révolution, les Gardes-Françaises prennent le parti du peuple et participent aux évènements révolutionnaires de 1789. Ils sont peu après versés dans la Garde nationale de Paris. Contrairement à la légende, la Garde suisse n'était pas contre-révolutionnaire, bien au contraire ; lors de l'envahissement du château de Versailles, le 6 octobre 1789, ses officiers ne réagissent pas ; et lors de la fuite de la famille royale, le 20 juin 1791, le colonel d'Affry vient se mettre à la disposition de l'Assemblée nationale. La maison militaire du roi de France est supprimée en 1791, à l'exception des Gardes suisses. Lors de la création de la Garde constitutionnelle du Roi, à l'automne 1791, Louis XVI demande la suppression de la Garde suisse, comme le stipule la Constitution, mais l'Assemblée nationale refuse et contraint le Roi à payer la solde d'une garde qu'il ne peut théoriquement plus employer et qu'il sait peu sûre pour sa personne. Lors du licenciement contraint de la Garde constitutionnelle, un an plus tard, la protection du monarque est théoriquement assurée conjointement par la Garde nationale, qui sert par quartier au château des Tuileries, et les Suisses.
Le plus célèbre épisode de l'histoire de la Garde suisse est la défense du palais des Tuileries, dans le centre de Paris, au cours de la journée du 10 août 1792. Ce jour-là, outre quelques gentilshommes et quelques domestiques du palais, mal armés, et un certain nombre de membres de la Garde nationale, dont le bataillon des Filles-Saint-Thomas et des officiers ayant récemment démissionné, les Suisses assurent la protection du bâtiment. De leur régiment, seule une compagnie de 300 hommes envoyés escorter un convoi de grains en Normandie peu de jours auparavant est restée dans sa caserne. Les gardes défendent un palais vide, puisque le Roi en est parti avant le déclenchement de la bataille pour se réfugier auprès de l'Assemblée législative. Et c'est sur la recommandation formelle du procureur syndic de la Commune, Roederer, et du maire de Paris, Pétion, à l'aube du 10 août, que les Suisses vont riposter par le feu, pour défendre le siège d"un corps constitué", en l'occurrence le pouvoir exécutif (incarné par le Roi dans la constitution de 1791).

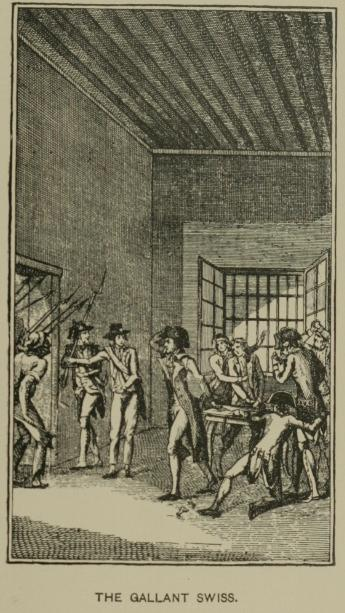
Les Gardes suisses survivants sont conduits à la guillotine.

 Après l'échec de la journée du 20 juin, qui s'était soldée par un succès politique et pacifique pour le Roi, Pétion le Jacobin était résolu à provoquer une confrontation sanglante pour en finir avec la monarchie constitutionnelle.
Le corps principal du régiment des Suisses bat en retraite à travers le palais et se retire à travers les jardins, à l'arrière de l'édifice. À ce moment-là, près de la fontaine centrale, les gardes subjugués par le nombre de la populace sont morcelés en petits groupes et taillés en pièces. Ceux qui sont restés dans le palais sont pourchassés et tués, de même qu'un certain nombre de domestiques et de courtisans ne pouvant se mêler à la foule. Des 800 à 900 Gardes suisses présents aux Tuileries, environ 300 sont tués au combat ou en tentant de se rendre aux attaquants, après avoir reçu l’ordre de Louis XVI de cesser le feu et de rendre les armes. En dépit de cet ordre, la responsabilité d'avoir fait couler le sang français sera l'un des motifs d'accusation du Roi lors de son procès. Une sculpture située à Lucerne, en Suisse commémore les officiers et les centaines de soldats du régiment des Gardes suisses morts en 1792.

Environ 60, faits prisonniers à l'hôtel de ville, sont massacrés là-bas. D'autres meurent en prison des suites de leurs blessures ou sont tués ultérieurement, pendant les massacres de Septembre. De leur côté, les révolutionnaires dénombrent à l'issue des combats du 10 août 300 victimes.

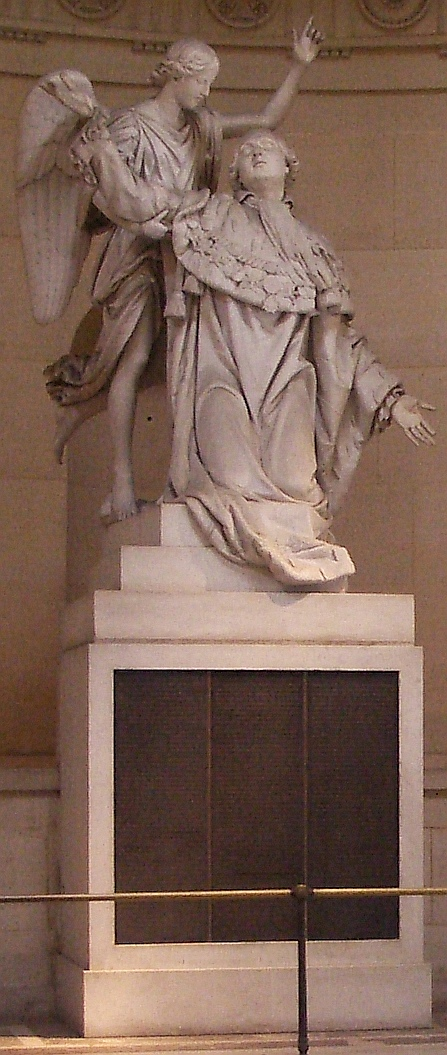
Apothéose de Louis XVI ou Louis XVI appelé à l'immortalité soutenu par un ange par François-Joseph Bosio (achevée vers 1826), chapelle expiatoire.

Certains des gardes tués lors de la prise du palais seront inhumés dans la chapelle expiatoire érigée à Paris sous la Restauration (aujourd'hui square Louis XVI). Le major Karl Josef von Bachmann, seul officier supérieur de la Garde suisse présent aux Tuileries lors du massacre et seul officier suisse jugé, est condamné à mort, puis guillotiné sur la place du Carrousel le 3 septembre 1792, dans son uniforme rouge. Deux officiers suisses survivent et par la suite parviennent à devenir officiers supérieurs des armées napoléoniennes.
Parmi les gardes rescapés, 350 passent par les armées républicaines, dont beaucoup rejoignent les Vendéens ; 389 reçoivent en 1817 de la Diète une médaille commémorative officielle intitulée Treue und Ehre (« fidélité et honneur »).
Les 1er, 2e, 3e et 4e régiments suisses sont créés en 1805 et 1806 et employés par Napoléon Ier, à la fois en Espagne et en Russie. Le colonel général des Suisses est à cette époque Louis-Alexandre Berthier, prince de Wagram et de Neuchâtel, vice-connétable de l'Empire, puis Jean Lannes, duc de Montebello.
Sous la Restauration, les Bourbons font appel à des troupes suisses. Deux des huit régiments d'infanterie inclus dans la Garde royale de 1815 à 1830 sont formés de Suisses et peuvent être considérés comme les successeurs des anciens Gardes suisses. Le colonel général des Suisses est Henri, duc de Bordeaux, petit-fils du roi Charles X.
Lorsque le palais des Tuileries est envahi à nouveau, lors des Trois Glorieuses, les régiments suisses, dans la crainte d'un autre massacre, ne sont pas utilisés. Leurs unités sont définitivement supprimées le 11 août 1830.
En 1832, des vétérans des régiments suisses dissous forment un autre régiment, la légion d'Hohenlohe de la Légion étrangère, pour le service en Algérie.

## Chefs de corps

### Colonels généraux des Suisses et Grisons

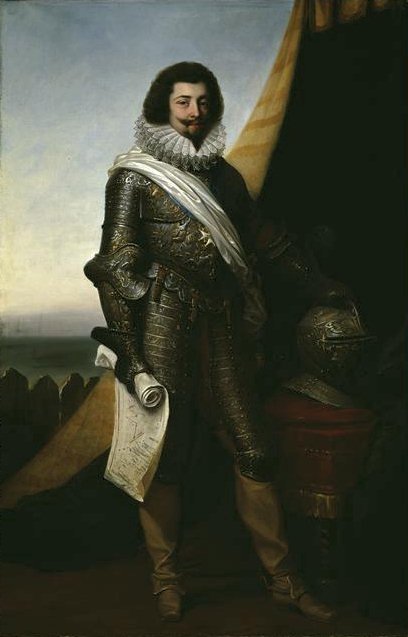
François de Bassompierre, colonel général des Suisses de 1614 à 1635.

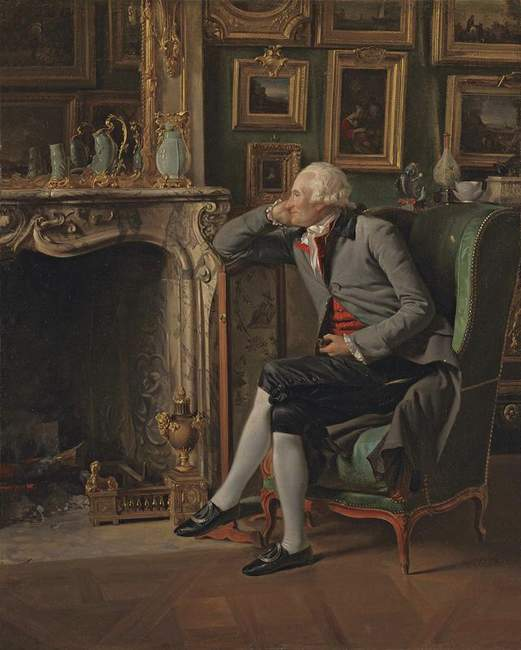
Leur lieutenant-colonel, le baron Pierre Victor de Besenval de Brünstatt, est mêlé à tous les évènements du début de la Révolution.

Le colonel général des Suisses et Grisons. Dès l’origine, le roi envoie un grand seigneur auprès des cantons pour favoriser la levée des troupes destinées à le servir. Ce même prince ou seigneur marche à leur tête pendant les campagnes, avec le titre de capitaine des Suisses, ou colonel des Suisses. Ce n’est qu’une simple commission, pour la durée d’une ou deux campagnes, durant lesquelles ce seigneur ne commande des troupes suisses que celles qui se trouvent à l’armée dans laquelle il sert. Quand la paix survient, ce colonel perd sa fonction, quoique le roi conserve ces troupes. Il est chargé du contrôle de toutes les troupes suisses en France à l’exception des Cent-Suisses.
- 12 mars 1614-12 mars 1635 : François de Bassompierre (12 avril 1579 – 12 octobre 1646), maréchal de camp en 1615, maréchal de France le 29 août 1622[21].

### Colonels
Sous Henri II :
- 1551-1555 : Guillaume Frölich[22]
- 15??-1556 : Diègue Mandosse, premier maître d’hôtel du Roi, ambassadeur extraordinaire devers les Suisses et les Grisons.
- 1556-1559 : Guillaume Frölich[23]

Sous Charles IX : 
- 1562-1563 : Guillaume Frölich[24]
- 1567-1570 : Louis de Pfiffer[25],[26]
- 1573-1579 : Guillaume Tugginer

sous Louis XIII :
- 1616-1619 : Gaspard Galatti
- 22 juillet 1619-1626 : Fridolin Hessy
- 15 septembre 1628-1633 : Jean Ulrich Greder von Wartenfels
- 1633-1635 : César du Cambout (1613-1641), marquis de Coislin, comte de Crécy, neveu de Richelieu, père de Pierre du Cambout de Coislin

sous Louis XIV :
- 1639 : Jean-Louis Erlach (alias Erlak)[27],[28], gentil-homme du Canton de Berne.
- 1635-1651 : Gaspard Freuler
- 1651-1654 : Jean Melchior Hessy
- 1654-1685 : Laurent d’Estavayer Molondin
- 1685-1701 : Giovanni Pietro Stuppa (1621-1701), d'abord commandant d'une compagnie franche au service la France dès 1655, puis colonel du régiment Vieux Stuppa de 1672 à 1701, septième colonel du régiment des Gardes suisses. Entre 1674 à 1688, le roi Louis XIV de France lui confie les fonctions de colonel-général des Suisses et Grisons, pendant la minorité de Louis Auguste de Bourbon, duc du Maine.
- 1701-1702 : Maurice Wagner, de Soleure
- 1702-1722 : François de Reynold (1642-1722), de Fribourg, lieutenant général des armées du roi de France, membre du Conseil de la Guerre, colonel-général des Suisses et Grisons[29].

sous Louis XV :
- 1722-1736 : Jean Victor de Besenval de Brünstatt, père de Pierre Victor de Besenval de Brünstatt
- 15 mars 1736-1742 : Jean-Jacques, chevalier d’Erlach, brigadier le 1er février 1719, maréchal de camp le 20 février 1734, lieutenant général des armées du roi le 1er mars 1738, décédé le 4 novembre 1742, âgé de 62 ans
- 16 décembre 1742-1743 : Rodolphe de Castellas[30], brigadier le 1er février 1719, maréchal de camp le 20 février 1734, décédé le 18 février 1743 âgé de 65 ans
- 10 mars 1743-1769 : Béat François Placide de Zurlauben (1687-1770), comte de Zurlauben, brigadier le 1er août 1734, maréchal de camp le 1er janvier 1740, lieutenant général des armées du roi le 1er mai 1745, décédé le 31 décembre 1770.

Sous Louis XVI :
- 1769-1792 : Louis-Auguste d’Affry, gouverneur militaire de Paris. Des problèmes de santé l'empêchent d'être au palais des Tuileries, lors de la journée du 10 août 1792. Il est arrêté, jugé et acquitté par le tribunal révolutionnaire et reprend ses fonctions pour superviser le licenciement de toutes les troupes suisses au service de la France.

## Généralités

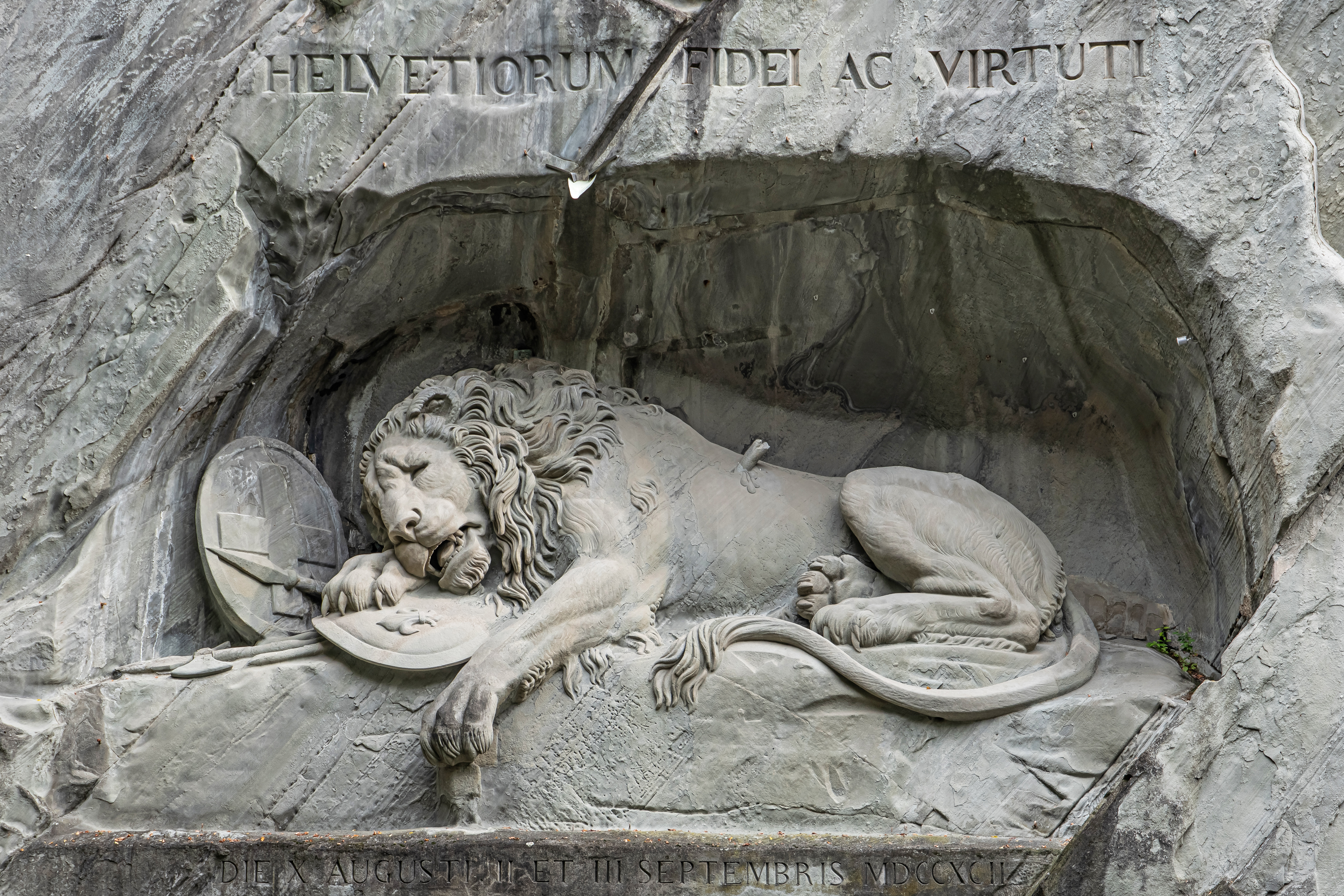
Le Monument du Lion de Lucerne. L'inscription Pour la loyauté et le courage de la Suisse, la fleur de lys, la flèche brisée dans le corps du roi-lion, célèbre le souvenir des Suisses morts au palais des Tuileries ou pour leur fidélité à Louis XVI de France. Ce monument, sculpté par le sculpteur danois Bertel Thorvaldsen en 1819, commémore ce sacrifice.

On peut remarquer le grand nombre d'unités étrangères dans la maison militaire du roi de France. Les étrangers sont réputés être indifférents aux intrigues de cour et partant plus dignes de confiance que les troupes françaises. Pourtant, dans la maison militaire du Roi, les gardes françaises ont la prééminence sur les Gardes suisses, ceux-ci ne viennent qu'après eux. La milice jouissait des mêmes privilèges que les sujets nés dans le royaume, dont l'exemption d'imposition pour le garde et sa famille, même en cas de décès. Les Suisses portent un uniforme rouge rehaussé de bleu. Les unités de la Garde suisse ont le pas sur les régiments suisses ordinaires.
Le recrutement de ces troupes d'élite, proches du pouvoir, était particulièrement sélectif. Les soldats étaient recrutés dans tous les cantons et pays alliés de la Confœderatio Helvetica. Les Suisses perçoivent une solde double. Les soldats ont leurs propres bannières et au début ils sont encadrés uniquement par des officiers de leur nation. De plus, les Suisses bénéficient de la liberté de culte et d’une juridiction particulière. Dans les unités suisses, le maintien de la discipline interne selon les codes suisses, nettement plus sévères que ceux de l'armée régulière française, est obligatoire. La capitulation générale de Soleure interdit aux Suisses d’être embarqués sur mer, mais quelques années plus tard, le régiment de Castella est envoyé en Corse.
Les archives du régiment des Gardes suisses sont enterrées secrètement par son adjudant dans la nuit du 9 août aux Tuileries, celui-ci devinant l’issue de la bataille. Un jardinier les déterre et elles sont solennellement brûlées par les nouvelles autorités républicaines.

## Campagnes, batailles et renforts
- Neuvième guerre d'Italie
  - Bataille de Cérisoles
- Troisième guerre de religion
- Guerre franco-savoyarde (1600-1601)
  - Siège de Montmélian (1600)
- Rébellions huguenotes
  - 1621 :
    - Siège de Saint-Jean-d'Angély
    - Siège de Montauban
- 1622 : siège de Montpellier
- 2 octobre 1648 : il reçoit le renfort de la compagnie colonelle du régiment de Guy qui vient d'être licencié.
- 1650 : il reçoit le renfort de la compagnie colonelle du régiment de Sury qui vient d'être licencié.

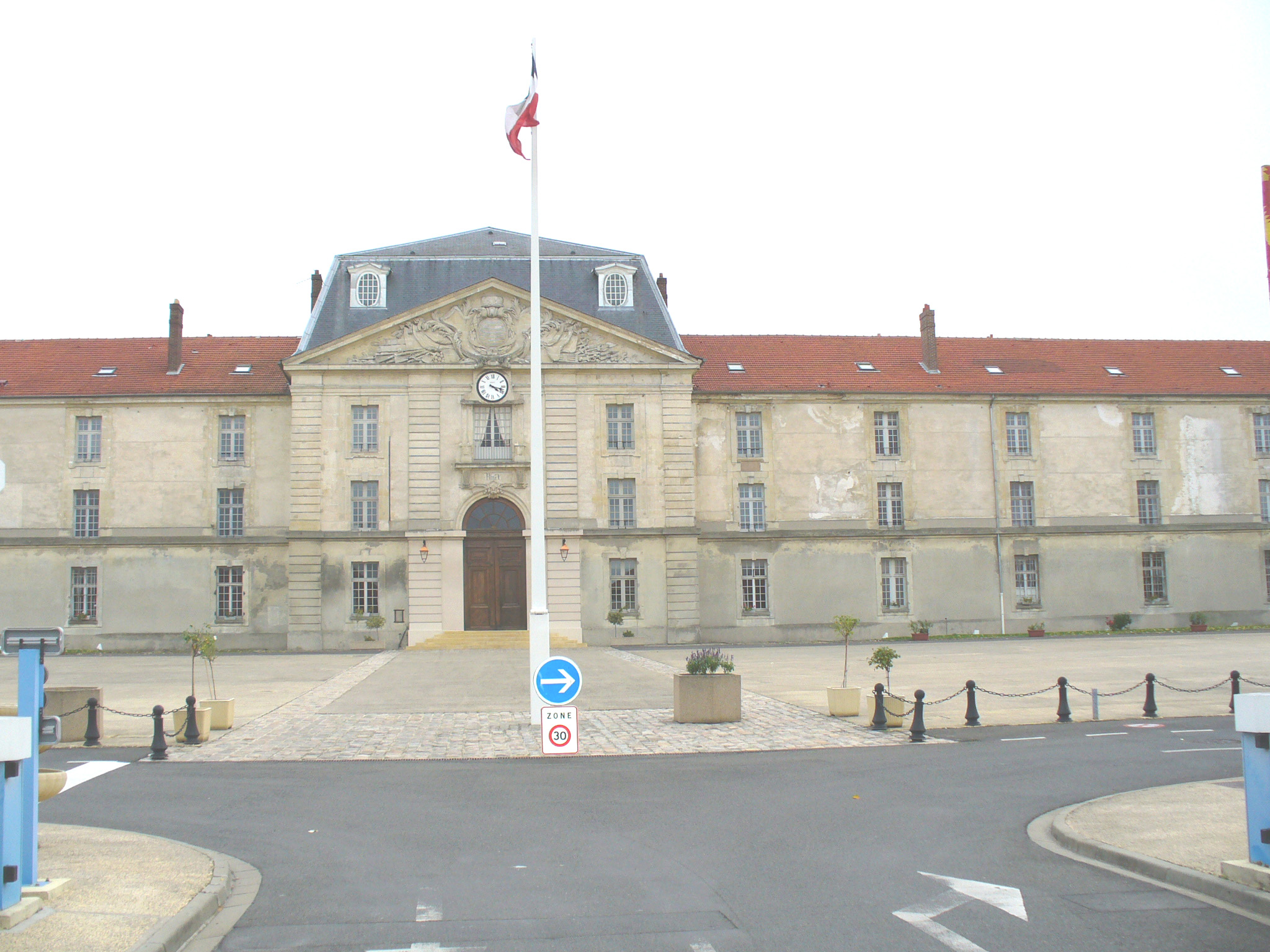
Caserne des Gardes suisses à Rueil-Malmaison.

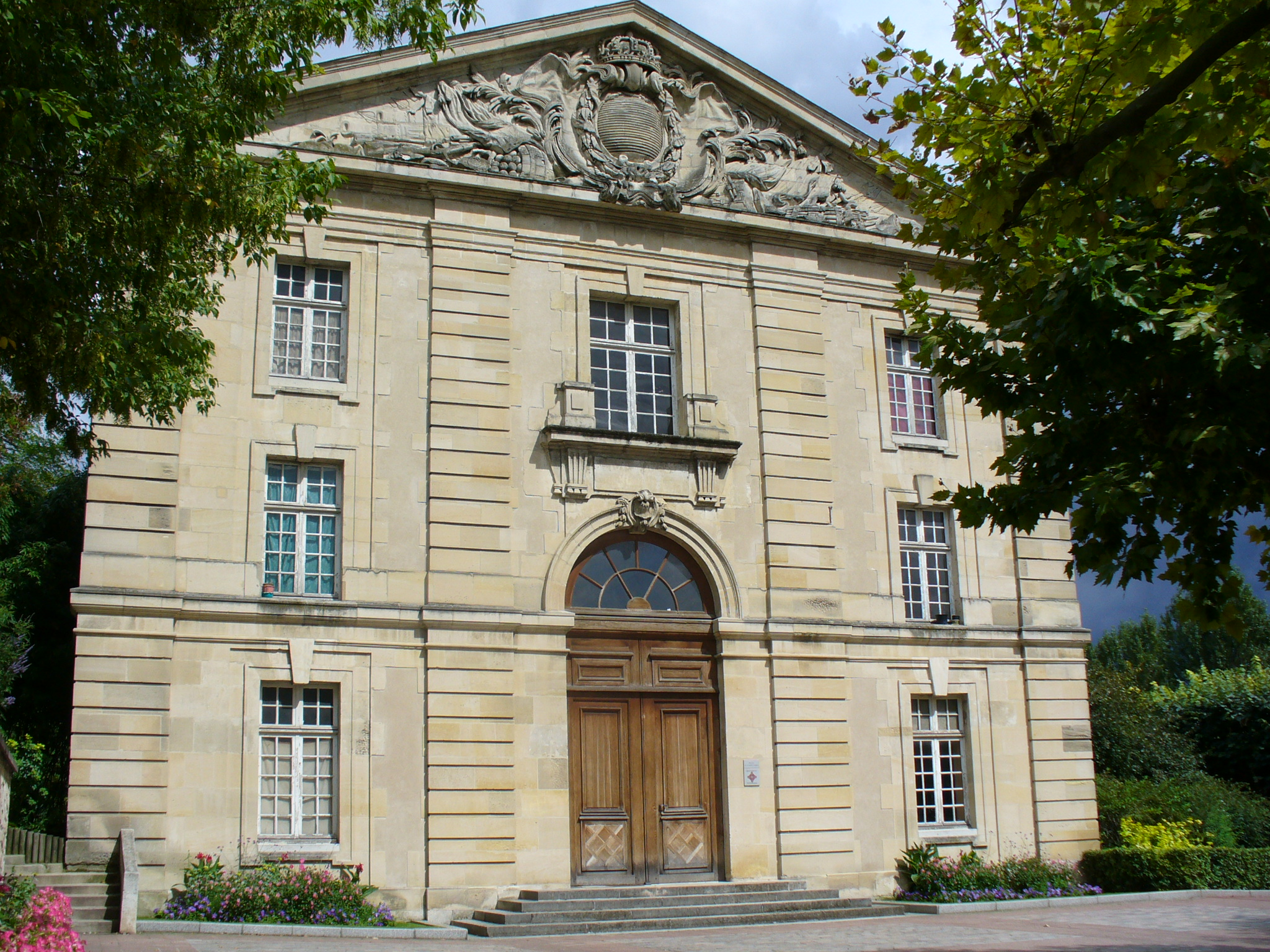
Façade de la caserne des Gardes suisses à Courbevoie.

- 1653 : il reçoit le renfort de la compagnie colonelle du régiment de Diesbach (1646-1653)  qui vient d'être licencié.
- 19 mars 1654 : il reçoit le renfort de la compagnie colonelle du régiment de Lochmann qui vient d'être licencié.
- 1705 : Bataille de Ramillies
- 1708 : Bataille d'Audenarde
- 1740-1748 : guerre de Succession d'Autriche
  - 11 mai 1745 : bataille de Fontenoy

## Musées
- Musée des Gardes suisses à Rueil-Malmaison (France), dans les Hauts-de-Seine.

En 1754, Louis XV ordonne donc la construction de trois casernes à Rueil-Malmaison, Courbevoie et Saint-Denis. Finalement les Gardes suisses furent massacrés aux Tuileries le 10 août 1792 en défendant Louis XVI. Le musée est situé à côté de la caserne de Rueil-Malmaison qui est la seule des trois casernes à exister encore aujourd'hui et qui est d'ailleurs classée monument historique depuis 1974.
- Musée suisse consacré à la Garde pontificale à Naters (Suisse)
- La salle Stuppa, château de Penthes à Pregny-Chambésy.

### Sources et bibliographie
- Pierre Lemau de La Jaisse, Abrégé de la carte générale du militaire de France, (Paris), 1734, 109 p. (lire en ligne).
- M. Pinard, Chronologie historique-militaire, tomes 2, 5 et 7, Paris, Claude Herissant, 1760, 1762 et 1764.
- Bernard Barbiche, Les Institutions de la monarchie française à l'époque moderne, Paris, PUF, 1999.
- Jean Chagniot, « Maison militaire du roi », Lucien Bély (dir.), Dictionnaire de l'Ancien régime, Paris, PUF, 1996.
- Hervé Drévillon, L'Impôt du sang, Paris, Tallandier, 2005.
- Paul de Vallière, Le régiment des Gardes-suisses de France, 1912.
- Paul de Vallière, Honneur et fidélité, 1913 (1940).
- G. Hausmann, Suisses au service de France : étude économique et sociologique (1763-1792), 1980.
- Jean Chagniot, Paris et l'armée au XVIIIe siècle, 1985.
- Les gardes suisses et leurs familles aux XVIIe et XVIIIe siècles en région parisienne, 1989.
- A.-L. Head, « Intégration ou exclusion : le dilemme des soldats suisses au service de France », dans La Suisse dans l'économie mondiale, éd. P. Bairoch, M. Körner, 1990, p. 37-55.
- Dominic Pedrazzini, « Le régiment des Gardes suisses d'après le « Livre d'ordres » de son commandant », dans La prise des Tuileries le 10 août 1792, 1993, p. 10-17.
- S.H.A.T. : sous la cote X g 27 se trouvent les archives traitant du régiment des Gardes suisses. Les documents concernant le logement des gardes se trouvent sous la cote X g 17-1.
- Alain-Jacques Tornare, Les troupes suisses capitulées et les relations franco-helvétiques à la fin du XVIIIe siècle, 1996.
- Laurent Turcot « Policer la promenade : Les Champs-Élysées au XVIIIe siècle », dans Entre justice et justiciables : Les auxiliaires de la justice du Moyen Âge au XXe siècle, sous la direction de Claire Dolan, Québec, Presses de l’Université Laval, 2005, p. 137-156.
- Michel Rochat, Drapeaux flammés des Régiments suisses au service de France Delachaux et Niestlé,  (ISBN 2-603-00939-7).
- Thilo Hirsch, Musique des Gardes Suisses pour Fifres & Tambours, Zürich (STPV) 2015,  (ISBN 978-3-9524552-0-3).